# トリエル (UNDERTALE)
トリエル（Toriel）は、トビー・フォックスによって制作されたコンピュータRPG『UNDERTALE』に登場する架空の人物、及び最初のエリア「いせき（Ruins）」のボスキャラクター。
ビデオゲームのチュートリアルの具現化として制作された母親のような人物で、ぶら下がった耳、小さな角、白い毛皮、紫色のローブといった外見が特徴のモンスターである。ゲームの冒頭部でプレイヤーの世話チュートリアルの役目を果たし、プレイヤーがそのエリアから脱出する際にはプレイヤーに戦闘を挑む。その戦闘でトリエルを殺すか、戦闘を止めるよう説得するか選択することでゲーム全体に影響が及ぶ。
トリエルはその性格とボス戦の非典型的な道徳的選択に批評家やファンから注目を集めており、『DELTARUNE』にも登場している。

## 人物

### 『UNDERTALE』では
主人公が冒頭でフラウィと戦闘になった際に現れ、主人公を救う。自己紹介の後、プレイヤーにゲームの基本的な操作方法を教え、敵を攻撃するのではなく、対話による戦闘終了の方法を伝授する。そして主人公に連絡のための携帯電話を渡し、「しばらくここで待っているように」と伝えて主人公を一人残していせき（Ruins）の奥へと消え、主人公がトリエルの家に到着するのを待つ。もしそのままその場で待っていた場合、トリエルが電話を犬に取られるというミニイベントが見れる。
家に到着後、トリエルは主人公を部屋に招くが、ストーリーが進むにつれ、主人公はいせきを離れようとする。しかしトリエルは「今まで数人のニンゲンの子供たちを預かってきたが、全員外に出たことでモンスターの王・アズゴア（Asgore）の手によって殺された」として、主人公の安全のために、トリエルは主人公の前に立ちはだかる。
トリエルは最初のボスモンスターだけあって戦闘力も防御力も高く、それまでのモンスターと異なり説得にも時間がかかる。ただし、トリエルは主人公を倒したくないようで、プレイヤーの体力が少なくなると攻撃をわざと外すなどの攻撃も見られる。「はなす」のコマンドも通用しないため、トリエルを説得するためには何度も「にがす」のコマンドを選択する必要がある。説得に成功すると、トリエルは主人公に二度とここに戻らないように伝え、主人公の健闘を祈って送り出す。しかし、攻撃で倒す場合は主人公が自身を憎んでいたことに驚き、さらにトリエルが容赦した後に殺害する場合、主人公を育てようとしたことへの後悔に気づいたと伝える。戦闘後はトリエルの携帯電話は一切通じなくなる。
戦闘終了後、フラウィが現れてプレイヤーの遺跡内での行動やトリエルの生死に基づき、評価を下す。プレイヤーがトリエルとの戦闘後にゲームをロードして別の結末を見ると、フラウィが現れ、プレイヤーの行動を嘲笑うといった、『UNDERTALE』におけるセーブのプロット要素が見られる。
ゲーム後半では、トリエルがかつてアズゴアの妻であるトリエル・ドリーマー（Toriel Dreemurr）で、アズゴアとの息子であるアズリエル・ドリーマー（Asriel Dreemurr）がいたことが明らかになる。アズリエルが死亡した時は、モンスターを地下に閉じ込めているバリアを破るためにニンゲンの子供を殺そうとするアズゴアの意見に、トリエルはアズゴアとの意見の相違により女王の王位を放棄していた。
本当の平和主義ルート（True Pacifist run,Pルート）の終盤近くでは、ニューホーム（New Home、モンスターの首都）にてアズゴアから主人公を助ける。しかし、そこに現れたフラウィは地下にいる全てのモンスターと共にトリエルのタマシイを吸収し、フラウィーは本当の姿であるアズリエルとなる。主人公はアズリエルと戦い、バリアが破壊された後、トリエルは他のモンスターと共に地底の世界を去ることを決める。またプレイヤーの選択次第で、主人公はトリエルと一緒に暮らすことができる。Pルートのエピローグでは、トリエルが自身の夢であった学校を設立し教師となったことが分かる。
ニンゲンが遺跡でランダムエンカウントのモンスターを20倒し（虐殺ルート,Genoside run, Gルート）、トリエルを殺害した場合、「私はあなた（ニンゲン）を守りたくて（遺跡に）閉じ込めようとした。（中略）それで守られていたのは外にいる皆（モンスター）の方だった！」と発言し、自身を嘲笑いながら絶命する。

### 『DELTARUNE』では
『DELTARUNE』におけるトリエルは、クリス（Kris）の養母で、アズリエルの実母となっている。チャプター1では、クリスを起こし学校へと連れている。クリスが闇の世界から戻った後は、クリスにトリエルからの電話がかかり、遅れて困っていることを伝える。しかし、クリスが友達を作ったと聞いた時は喜んでいるようで、クリスが家に帰る前に街を探索することを許し、再びトリエルが登場するのはクリスが家に帰った時となる。チャプター2では、プロローグ中にクリスの幸福についてアルフィー（Alphys）と会話しているのを見ることができる。エピローグでは、スージィ（Susie）を自身の家に招待し、車のタイヤが切られていたことから家に泊まることを提案するが、その夜にてクリスが開いた闇の泉と思われるものに、クリスとスージィと共に飲み込まれていった。ゲーム内では、トリエルがクリスの通う学校にて子供のクラスの教師として働いていることが仄めかされている。

## 開発
当初トリエルは、ゲームの製作者であるトビー・フォックスから「あなたが去ってゆくのを見るのに我慢できないチュートリアルの人」として構想されていた。トリエルは後に、Kickstarterキャンペーンを成功させるために使用されたゲームのデモ版で登場する2人のボス（前者はナプスタブルーク（Napstablook））の内、後者のボスとして組み込まれた。

## 商品
トリエルの公式のぬいぐるみがFangamerから発売された。ぬいぐるみには白いハート型のタマシイが入っており、ぬいぐるみを切り離した時に見つけられる。これについて、Kotakuはトリエルの死亡シーンを反映しており「奇妙で不安」だと表現している。また、トリエルのフィギュアもFangamerからセットの一部として発売された。

## 評価
Kill Screenのジェス・ジョホは、トリエルのキャラクター性を「冷酷に無私無欲は母性の肖像画に依存している」と呼んでいるが、それは目的を持ってそうしており、問題を考えるプレイヤーの能力とニンゲンの基本的な本能を尊重しているとしてトリエルというボスとの出会いを賞賛している。ジェスは、このゲームはプレイヤーが人間レベルで敵と交戦するのではなく、焦りから「自らの母親と人間性を犠牲にする」ことを奨励する「家父長制」のゲームデザインへの鏡を持っていると述べている。
Kotakuのネイサン・グレイソンは、プレイスルー中にトリエルを殺害しているが、トリエルとの出会いはそのキャラクターとしての親しみやすさから自分を泣かせたと述べている。また、ネイサンはこのことを次のプレイスルーにて覚えていたことからゲームを賞賛している。Rock, Paper, Shotgunのジャック・ディ・クイディーティーは、トリエルが特徴のチュートリアルの部分を「美しいペース」と呼び、「トリエルは大丈夫だ」とキャラクターを賞賛、同じサイトのリチャード・コベットは、トリエルのスプライトアニメーションを「控えめだが効果的」と呼んでいる。
Kill Screenのジュリー・マンシーは、トリエルとの出会いが直感的ではないと批判し、トリエルを殺害することを余儀なくされ、中立ルートに追い込まれたことにより、『Undertale』を信頼する能力を失ったと述べている。